# جوديث غيست
جوديث غيست (بالإنجليزية: Judith Guest)‏ (29 مارس 1936، ديترويت في الولايات المتحدة)؛ كاتِبة، سيناريست وروائية أمريكية. درست في جامعة ميشيغان.

## روابط خارجية
- جوديث غيست على موقع IMDb (الإنجليزية)
- جوديث غيست على موقع أول موفي (الإنجليزية)
- جوديث غيست على موقع قاعدة بيانات الفيلم (الإنجليزية)